# Хашимитское превосходство
Хашимитское превосходство (араб. الاستعلاء الهاشمي‎, романизированный: alistiʿlāʾ alhāšimī) — идеология, распространенная в исламском мире, основанная на вере в то, что клан Курайшитского племени, к которому принадлежал пророк Мухаммад, превосходствует над другими исламскими кланами.
Эта идея прослеживается и в именах, данных тем, кто принадлежит к этому клану (Аль-Ашраф, Аль-Садах, Алавия, Аль-Канадил),
Теория превосходства Хашимитов основана на различных исламских религиозных писаниях, таких как Коран, и пророческих традициях, согласно которым Хашемиты, особенно Ахль аль-Бейт, превосходствуют над всеми другими (в том числе мусульманами) людьми, и поэтому у них должно быть привилегированное положение в обществе. Эта теория, лежащая в основе этого превосходства, использовалась и применялась в политической форме (Божественное право королей) на протяжении всей истории ислама, что указывает на оправдание монархических притязаний на власть. В настоящее время это прослеживается в государствах таких стран, как Иран, Йемен, Ливан и Ирак.
На сегодняшний день в некоторых исламских странах существует несколько кланов, которые заявляют о своем Хашимитском происхождении. Кланы Хашимитов иногда делятся по иерархии в зависимости от их близости к Пророку Мухаммеду. Сегодня, Ахль аль-Байт используется почти исключительно для семьи или потомков Пророка Мухаммеда.
Хашимиты всегда играли решающую роль в истории ислама. Данная цитата из Корана отражает их значение в исламе: «Бог желает очистить вас, членов вашей семьи (то есть Пророка) от всякой мерзости и сделать вас чистыми и безупречными». Хашемистская теория была политически установлена во времена халифата Рашидун, когда положение родственников Пророка стало привилегированным в исламской мысли. После этого теория получила ещё больше значимости вследствие конфликта власти, особенно со стороны Шиитов, для которых семья Пророка играет важнейшую роль. По их убеждениям, любовь к семье Пророка — одна из основных обязанностей в исламе.
Это превосходство также подтверждается почетными званиями Хашимитов, такими как (Аль-Ашраф, Аль-Садах, Алавия, Аль-Канадил и т. Д.). В то же время, бывают случаи (например в Йемене), где имеют место пренебрежительные отношение и оскорбления в сторону тех, кто к ним не относится (Zanābīl). В средневековье Хашимиты были освобождены от уплаты закята (= религиозного обязательства или налога). Соответственно, большинство Хашемитов верят в свое право на 20 % долю в казне государства (Аль-Хумс = пятый), именно это Хуситы пытались легализовать в Йемене в 2020 году .
В Ираке шииты почитают Хашимитских религиозных деятелей, для которых характерны черные тюрбаны и которые являются прямыми наследниками Пророка Мухаммеда, как и в знаниях так и по крови. Именно поэтому в последние столетия было много Хашимитских религиоведов, возглавлявших высшие религиозные школы Ирана и Ирака, таких как Мохаммад Махди Бахр аль-Сулум, Мохаммад Хасан Ширази, Абу л-Хасан аль-Исфахани и Абул. -Касим аль-Чуи. Возникли также семьи, которые получили политическую лояльность. Среди них такие семьи, как Аал Альхаким и Аал Ассадр.
Расовая дискриминация
Хашемиты причисляют себя к высшей «касте» в обществе. Они строго запрещают брак Хашимитских женщин с Нехашимитами. До основания Республики Северный Йемен в 1962 году, Хашимиты, будучи тогда во власти, запрещали людям иметь такие имена, как Мохаммед, Ахмед, Абдулла, Абдулрахман и т. д. Тех, кого так звали, заставляли искажать или менять эти имена, чтобы отличать Хашимитов от нехашимитов. В северном Йемене Хашимиты ещё характеризуются перстнем с большим драгоценным камнем, который они носят на мизинце. Также они по-особенному с наклоном носят традиционный Джанби (изогнутый кинжал на поясе). В различных исламских странах к Хашемитам по-особенному хорошо относятся, иногда они ассоциируются даже со святыми.
В Ираке потомки Пророка Мухаммеда и Али ибн Аби Талиба (двоюродный брат и зять Пророка) занимают высокие позиции в обществе. Они считаются местными лидерами и даже конкурируют с властями, например, с шейхами или губернаторами. Вдобавок к их привилегированной позиции в обществе, Хашимиты также утверждают свою власть, заявляя свое право на 20 % земли, как на юге Ирака при шиитских феллахах, так и в северном Ираке при «сезонных» феллахах и курдских пастухах, лишая их права на землю которую или подаренного как дар или обета плодородной земли. Они также требуют подчинения остальных людей к себе, а тот, кто сопротивляется, будет проклят. Хашимиты почитаются как почетные лидеры и кланов других происхождений, таких как курдский клан Барзани или эмират бедуинов Аль-Мунтафик.